# Acròmion
L'acròmion o acromi és la part superior de l'escàpula. L'espai entre l'acròmion i el cap de l'húmer es coneix com a espai subacromial. La clavícula i l'acròmion s'uneixen i formen l'articulació acromiclavicular, que té escàs moviment.
A l'acròmion es distingeixen: 
- una cara superior, sembrada de forats vasculars, que està directament sota la pell;
- una cara inferior, còncava, que cobreix per damunt l'articulació del múscul;
- una vora externa i rugosa, en el qual venen a inserir-se els fascicles mitjans del deltoide;
- una vora interna, més prima, en el qual es dibuixa una petita cara oval, el diàmetre major de la qual és anteroposterior, destinada a articular-se amb la clavícula;
- un extrem extern, en el qual s'insereix el lligament acromicoracoide.